# Maailma tarvitsee sankareita
Maailma tarvitsee sankareita (рус. Мир нуждается в героях) — четвёртый альбом хэви-металлической группы Teräsbetoni, выпущенный в 2010 году.

## Об альбоме
В ноябре группа сыграла первый концерт финского тура в поддержку альбома в городе Турку. 18 и 20 ноября группа приняла участие в совместном туре с Mokoma, Stam1na, Rytmihäiriö и FM2000 под названием Sakara Tour 2010 (выступления в Тампере и Оулу). Выступления продолжаются по январь 2011 года.
Между предыдущим и этим альбомом прошло много времени, из-за смены звукозаписывающей компании. Группа планировала записать на альбоме всё лучшее, и даже больше. На нём есть явные отголоски Metallitotuus.

## Список композиций
| №   | Название                                                | Длительность |
| --- | ------------------------------------------------------- | ------------ |
| 1.  | «Myrsky nousee» (Шторм усиливается)                     | 4:26         |
| 2.  | «Metalliolut» (Металлическое пиво)                      | 3:33         |
| 3.  | «Maailma tarvitsee sankareita» (Мир нуждается в героях) | 4:32         |
| 4.  | «Jumalten usva» (Мгла богов)                            | 5:04         |
| 5.  | «Mies» (Человек)                                        | 3:32         |
| 6.  | «Tunnemme sinut» (Мы тебя знаем)                        | 3:09         |
| 7.  | «Uudestisyntynyt» (Перерождение)                        | 4:51         |
| 8.  | «Thanatos» (Танатос)                                    | 3:59         |
| 9.  | «Konstantinopoli» (Константинополь)                     | 6:22         |
| 10. | «Eteenpäin» (Вперед)                                    | 3:53         |
| 11. | «Gloria» (Глория)                                       | 7:08         |

## Участники записи
- Яркко Ахола — вокал, бас-гитара
- Арто Ярвинен — гитара, вокал
- Вильо Рантанен — гитара
- Яри Куокканен — ударные